# Дюмон, Фрэнк
Фрэнк Дюмон (англ. Frank Vincent DuMond; 1865—1951) — американский художник и иллюстратор, педагог. Разработал так называемую призматическую палитру (англ. Prismatic Palette) для обучения студентов-пейзажистов.

## Биография
Родился 20 августа 1865 года в городе Рочестер, штат Нью-Йорк. С раннего возраста увлекался рисованием, в начале 1880-х годов был вовлечён в местное художественное сообщество. После окончания рочестерской школы, он переехал в 1884 году в Нью-Йорк. С 1884 по 1888 годы Дюмон учился в школе Лига студентов-художников Нью-Йорка.
Первоначально работал иллюстратором в нью-йоркской ежедневной газете Daily Graphic. Затем работал иллюстратором в журнале Harper’s Weekly, позже — в журналах The Century Magazine, McClure’s и Scribner’s Magazine. C целью продолжения обучения, Фрэнк Дюмон переехал в Париж, где с 1888 по 1891 годы он учился в Академии Жулиана — здесь его наставниками были Жан-Жозеф Бенжамен-Констан, Жюль Лефевр и Гюстав Буланже. В 1890 году  картина Дюмона «Святое Семейство» выставлялась в Парижском салоне. За неё художник был награждён престижной медалью Салона.
В 1894 году Дюмон женился на художнице Хелен Ксавье (англ. Helen Xavier, 1872—1968) из Портленда, штат Орегон. Много лет они вместе посвятили живописи, находясь во Франции. В 1900 году Фрэнк Дюмон был избран ассоциированным членом Национальной академии дизайна США, а в 1906 году стал её действительным членом (академиком).
Умер 6 февраля 1951 года в Нью-Йорке. Похоронен на кладбище Грасси-Хилл (Grassy Hill Cemetery) города Олд-Лайм, штат Коннектикут, где позже была похоронена и его жена.

## Труды
Ранние работы Дюмона были в стиле модерн, затем в Париже он испытал влияние Барбизонской школы, позднее стал импрессионистом. Произведения художника находятся во многих музеях и художественных галереях США.